# Postcards
„Postcards” – utwór brytyjskiego wokalisty Jamesa Blunta. Wydany został 10 kwietnia 2014 roku przez wytwórnię płytową Atlantic Records jako trzeci singel z jego czwartego albumu studyjnego, zatytułowanego Moon Landing. Twórcami tekstu utworu są James Blunt, Wayne Hector i Steve Robson, natomiast jego produkcją zajął się Martin Terefe. Do singla nakręcono także teledysk, a jego reżyserią zajął się Vaughan Arnell. „Postcards” dotarł do dziesiątej pozycji w Austrii.

## Pozycje na listach przebojów
| Kraj            | Lista (2014)            | Pozycja | Status      |
| --------------- | ----------------------- | ------- | ----------- |
| Austria         | Singles Top 75          | 10      | –           |
| Niemcy          | Top 100 Singles         | 50      | –           |
| Szkocja         | Scottish Singles Top 40 | 87      | –           |
| Szwajcaria      | Singles Top 75          | 31      | –           |
| Wielka Brytania | Singles Top 100         | 90      | –           |
| Włochy          | Top 20 Singles          | –       | złota płyta |